# Sordello (ópera)
Sordello es una ópera en cuatro actos de Temistocle Solera que fue representada por primera vez en el Teatro de la Scalla, el carnaval de 1856-57, con música de Antonio Buzzi.
Posteriormente, se representó en el teatro Municipal de Piacenza, el carnaval de 1862, bajo el título de L'Indovina, en referencia a uno de sus personajes principales.
Salvador Giner Vidal utilizó el mismo libreto para una de sus primeras composiciones en 1870 que no se estrenó hasta el uno de marzo de 2013, en el Palacio de la Música y Congresos de Valencia.

## Personajes
| Personaje                                    | Tesitura     | Partitura de Antonio Buzzi Reparto en su estreno 26.12.1856 Director: Eugenio Cavallini | Partitura de S. Giner Reparto en su estreno 01.03.2013 Director: Cristóbal Soler |
| -------------------------------------------- | ------------ | --------------------------------------------------------------------------------------- | -------------------------------------------------------------------------------- |
| Ezzelino III da Romano (mercenario lombardo) | barítono     | Alfredo Didot                                                                           | Àngel Òdena                                                                      |
| Alba (hija)                                  | soprano      | Adelaide Basseggio                                                                      | Svetla Krasteva                                                                  |
| Sordello da Mantova (soldado y trovador)     | tenor        | Antonio Giuglini                                                                        | José Luis Sola                                                                   |
| Indovina                                     | mezzosoprano | Gaetanina Brambilla                                                                     | Cristina Faus                                                                    |

## Argumento
Los hechos que se representan suceden en Verona y sus alrededores, en el año 1259.